# Pedrinhas Paulista
Pedrinhas Paulista este un oraș în São Paulo (SP), Brazilia.